# OC Sport
OC Sport, anciennement Offshore Challenges, OC Group puis OC ThirdPole, est un organisateur international d'événements sportifs gérant notamment les courses maritimes Route du Rhum, Transat anglaise, Solitaire du Figaro, Transat Paprec, des événements de course sur route comme le Marathon de Genève ou le Marathon de Nantes, et des triathlons.
OC Sport fait partie du Groupe Télégramme qui possède le quotidien régional Le Télégramme.

## Histoire

### Une entreprise de voile pour Ellen MacArthur (1993-2010)
La société Offshore Challenges est créée en 1993 par Mark Turner, navigateur et directeur de projets, pour accompagner ses propres projets de voile, notamment sur la Round Britain Race en 1993 ou la Mini-Transat en 1997. Après cette dernière compétition, il s'associe avec Ellen MacArthur qui prend la moitié des parts d'Offshore Challenges. Mark Turner, au travers de la société, accompagne désormais les défis de la navigatrice anglaise. Tandis que MacArthur se concentre sur la partie sportive, Turner prend en charge l'organisation et la recherche de budgets. Cette association est rapidement fructueuse avec la victoire d'Ellen MacArthur sur la Route du Rhum 1998 dans la classe des monocoques 50 pieds, avec le Kingfisher. Trois ans plus tard, la jeune Britannique prend la deuxième place du Vendée Globe à bord du Kingfisher. En 2002, l'entreprise de bricolage Kingfisher signe avec Offshore Challenges un contrat de cinq ans jusqu'à fin 2006, à hauteur d'environ six millions d'euros. Ce contrat comprend la participation de MacArthur à la Route du Rhum 2002 en 60 pieds IMOCA, qu'elle remporte, le Trophée Jules-Verne sur un maxi-catamaran (démâtage en 2003) et notamment un programme de records en solo sur le trimaran B&Q/Castorama (Atlantique, Tour du monde, record SNSM).
En octobre 2003, Mark Turner rachète via Offshore Challenges la Transat anglaise, sur le point de disparaître, pour 550 000 € et la renomme The Transat,.
En 2004, Offshore Challenges (OC), basé à Cowes sur l'Île de Wight, réalise 900 000 € de chiffre d'affaires. Son activité est divisé en différentes sociétés : OC Sailing Team gère et organise la carrière sportive d'Ellen MacArthur (trimaran B&Q/Castorama) mais aussi celles de Sam Davies (Figaro Skandia) et Nick Moloney (Monocoque 60 pieds Skandia). OC Events est organisateur d'événements, notamment la Transat anglaise, rebaptisée The Transat. OC Vision s'occupe de sites web et de la fabrication de dossiers de presse. OC TV est la chaîne consacrée à la voile diffusée sur Internet. Enfin, OC Technology est le fournisseur de matériel de communication (antenne satellite, caméras) pour d'autres courses comme l'Oryx Quest ou la Volvo Ocean Race.
En 2007, l'entreprise, renommée OC Group, crée la Barcelona World Race, une course à la voile autour du monde en double et sans escale. Neuf monocoques 60 pieds Open Imoca participent à la première édition.

### Diversification vers d'autres sports extérieurs (depuis 2010)
La navigatrice anglaise Ellen MacArthur quitte l'aventure OC en 2010 pour développer sa propre fondation. Cette année-là, OC Group fusionne avec ThirdPole, une société suisse spécialisée dans l'organisation d'événements sportifs de plein air, créée en 2009 par Rémi Duchemin et Benjamin Chandelier, tous deux anciens salariés d'Amaury Sport Organisation. La nouvelle entreprise nommée OC ThirdPole, présente en France, en Suisse et au Royaume-Uni, rassemble les activités d'OC dans la voile professionnelle et celles de ThirdPole dans la course à pied, le cyclisme, le biathlon et les sports plus extrêmes tels que les courses d'aventure et le trail. Malgré sa création récente, ThirdPole organise déjà ses propres événements tels que le Marathon de Genève et fournit des services de conseil à d'autres événements tels que le Merrell Oxygen Challenge (festival outdoor alliant VTT, trail et course d'orientation dans le Cantal, France) et la Coupe du monde de biathlon 2011 au Grand Bornand.
En 2012, OC ThirdPole fusionne avec Patrice Clerc Associés (PCA), spécialisé avec sa filiale Ocho Sport dans le conseil pour les marques et organisations sportives, et devient OC Sport. À la suite de la fusion, OC Sport prend le contrôle à 100 % des Extreme Sailing Series. En 2013, OC Sport possède 110 salariés et réalise environ 30 millions d'euros de chiffre d'affaires. L'entreprise a organisé 22 événements dans 12 pays, dans trois sports principaux : la voile, la course à pied et le cyclisme amateur. Elle organise notamment trois marathons : Nice-Cannes, Libreville au Gabon et Genève. Elle a lancé en 2011 la Haute Route, course cycliste amateure par étapes entre Genève et Nice. En 2014, elle est impliquée dans 36 évènements répartis entre 15 pays en Europe, notamment les régates internationales de haut niveau Extreme Sailing Series, et est aussi présent en Asie. La voile reste l'activité principale du groupe avec la Transat anglaise, la Barcelona World Race mais aussi la gestion de l'équipe chinoise Dongfeng qui participe à la course internationale The Ocean Race. Son principal actionnaire est Matignon Finances. 
En 2014, le groupe français Télégramme, propriétaire de la société d'organisation de courses à la voile Pen Duick - du nom des célèbres navires d'Éric Tabarly -, devient actionnaire majoritaire d'OC Sport. Pen Duick, qui organise la Route du Rhum ou la Transat AG2R-La Mondiale, est ainsi intégré à OC Sport et devient la filiale française OC Sport Pen Duick, spécialisée dans l'organisation de courses au large. En 2016, Mark Turner quitte l'aventure OC, devenue une société employant 100 salariés pour 25 millions d'euros de chiffre d'affaires, après 23 ans à sa tête,.
En 2016, OC Sport et Autour du Mont-Blanc, la société organisatrice de l'UTMB, s'associent avec pour ambition de créer un circuit mondial de courses de trail sous licence UTMB. La société UTMB International, co-détenue à parité par OC Sport et Autour du Mont-Blanc, est créée et basée à Crans-Montana en Suisse. La marque UTMB se développe ainsi les années suivantes en Chine, à Oman et en Argentine notamment. En 2018, les activités liées à l'UTMB sont réorganisées à travers la nouvelle société UTMB Group, dont le groupe Télégramme, via sa filiale OC Sport, détient désormais 40 % du capital aux côtés de la famille Poletti qui reste majoritaire. En 2021, les parts du groupe Télégramme dans l'UTMB sont vendues à la société américaine Ironman Group.
En 2018, OC Sport emploie plus de 150 personnes et délivre plus de 220 jours de compétition, à travers plus de 30 événements sur 5 continents. Le co-fondateur d'OC Sport Rémi Duchemin quitte l'entreprise en 2019. Tandis que l'historique antenne anglaise est fermée à la fin des années 2010, OC Sport Pen Duick, qui a récupéré l'ensemble de l'organisation des courses au large, s'installe en 2022 à Larmor-Plage, près de Lorient, et emploie une quinzaine de personnes,.
En 2019, OC Sport annonce cesser l'organisation des Extreme Sailing Series, événement qui n'est plus financièrement viable. En 2020, OC Sport cède sa participation majoritaire dans La Haute Route, évènement qu'il a créé en 2011 dans les Alpes. La série d'événements cyclistes à étapes pour coureurs amateurs s'était depuis étendue aux Pyrénées, aux Dolomites, aux Montagnes Rocheuses (États-Unis) puis avait mis en place un modèle de franchise permettant à la marque de s'étendre à Oman, au Mexique, au Brésil et à la Chine,.
En 2022, OC Sport rachète l'entreprise Sport Ouest Organisation, organisateur notamment du Marathon de Nantes. L'équipe nantaise d'OC Sport relance deux ans plus tard le Marathon de la Côte d'Amour.

## Événements organisés

### Voile
- Route du Rhum, course transatlantique en solitaire
- Solitaire du Figaro, course en solitaire et par étapes
- The Transat, course transatlantique en solitaire à travers l'Atlantique Nord
- Transat Paprec, course transatlantique en double
- Arkéa Ultim Challenge, tour du monde en solitaire pour trimarans géants de la classe Ultim 32/23
- Tour de Belle-Île, régate acquise en 2023[26]

Anciennement
- Barcelona World Race, tour du monde à la voile en double (2007-2015)
- Extreme Sailing Series, circuit mondial de courses (2007-2019)

### Course à pied
- Marathon de Genève
- Marathon des Alpes-Maritimes Nice-Cannes
- Marathon de Nantes
- Marathon de la Côte d'Amour
- 20 km de Genève
- La Duchesse à Nantes (5 km et 10 km de nuit)
- La Foulée des Géants (course de 10 km et trail de 20 km en partenariat avec le Puy du Fou)
- Run Mate Lac Léman (course en relais autour du lac Léman)

Anciennement
- UTMB International, réseau de courses de trail sous la franchise UTMB (2016-2021)

### Triathlon
- Triathlon de Genève
- Triathlon d'Évian

### Cyclisme
Anciennement
- Haute Route, série de courses amateurs par étapes (2011-2020)